# 도야시로촌
도야시로촌(十社村)은 미에현 이나베군에 있던 촌이다. 현재의 이나베시 북부에 해당한다.

## 역사
- 1889년 4월 1일 - 정촌제 시행에 의해 이나베군 도야시로촌이 성립하였다.
- 1955년 4월 1일 - 아게키정, 야마사토촌, 야마시로촌과 합병해 호쿠세이정이 성립하여, 동일 도야시로촌은 폐지되었다.

## 참고문헌
- 角川日本地名大辞典 24 三重県